# 월리스 서먼
월리스 서먼(영어: Wallace Henry Thurman, 1902년 8월 16일~1934년 12월 22일)은 할렘 르네상스 시기에 활동한 미국의 소설가이자 각본가이다. 그는 에세이를 쓰기도 했으며 신문과 문학지의 발행인이기도 했다. 그는 1929년에 쓴 흑인에 대한 인종 차별과 백인의 우월주의를 담은 《열매가 더 검을 수록》(The Blacker the Berry)이라는 소설로 유명하다.

## 어린 시절
월리스 서먼은 솔트레이크시티에서 어머니 뷸라(Beulah)와 아버지 오스카 서먼(Oscar Thurman)사이에서 태어났다. 서먼이 태어난 지 한 달도 안 되었을 때 그의 아버지는 아내와 아들을 버렸으며 서먼이 30세가 되어서야 아버지를 다시 만나게 됐다. 서먼은 재혼한 어머니 외할머니인 엠마 잭슨(Emma Jackson)과 함께 솔트레이크시티에서 살았으며 그의 외할머니는 자신의 집에서 술집을 운영하며 무면허로 술을 판매했다.
어린 시절, 서먼은 외로움, 가정의 불안정, 질병 등으로 불행한 나날을 보냈다. 6살 때 아이다호주의 보이시에서 초등학교를 다녔지만 건강이 좋지 않아 결국 2년 동안 학교를 쉬었다. 이 기간 동안 그는 할머니 엠마와 함께 살기 위해 솔트레이크시티로 다시 돌아왔다. 1910년부터 1914년까지 서먼은 시카고에 살았다. 이후 그의 어머니와 여러 곳에 집을 이사하며 지냈으며 네브래스카주 오마하에 있는 문법학교를 졸업했다. 이 기간 동안 그는 반복되는 심근 경색에 시달리기도 했다. 인플루엔자 범유행 시기던 1918년 겨울, 캘리포니아주 패서디나에 거주하던 서먼은 인플루엔자에 걸리게 되었으며 회복 후 다시 솔트레이크시티로 돌아와 고등학교를 졸업했다.
독서를 좋아하던 서먼은 플라톤, 아리스토텔레스, 셰익스피어, 해브록 엘리스, 플로베르, 샤를 보들레르 등의 작품을 즐겨 읽었으며 10살 때 첫 소설을 썼다. 서먼은 1919년부터 1920년까지 유타 대학교 의과대학에 재학했으며 1922년엔 로스앤젤레스에 있는 서던캘리포니아 대학교로 편입했으나 학위는 따지 못했다.
월리스 서먼은 로스앤젤레스에 있는 동안 작가 아르나 본템스(Arna Bontemps)를 만나 친분을 쌓았으며 흑인이 소유하던 신문사의 기자이자 칼럼니스트가 되었다. 그는 미국 서해안 쪽을 겨냥하여, NAACP의 공식 잡지인 The Crisis와 상응하는 잡지 Outlet을 창간하기도 했다.

## 경력
1925년, 월리스 서먼은 뉴욕의 할렘으로 이사했다. 그 후 10년 동안 대필작가, 출판인, 편집자로 일하면서 소설, 희곡, 기사를 썼다. 1926년에 서먼은 흑인들을 위한 사회주의 성향의 잡지인 "더 메신저"(The Messenger)의 편집자가 되었다. 그곳에서 그는 랭스턴 휴스의 성인을 주제로 한 글을 처음으로 출판하기도 했다.
월리스 서먼은 1926년 10월 "더 메신저"를 나오고 백인이 소유한 "월드 투모로우"(World Tomorrow)의 편집자가 되었다. 다음 달에는 조라 닐 허스턴, 리차드 브루스 뉴전트, 애런 더글라스, 그웬돌린 B. 베넷 등과 함께 문학잡지 "파이어!!: 젊은 흑인 예술가들에게 헌신합니다"(Fire!!: Devoted to the Younger Negro Artists)를 창간했다.
월리스 서먼은 "파이어!!"(Fire!!)지의 단 하나의 호만 발행했으며 이는 사회적 평등과 인종적 통합을 위해 노력해 온 W. E. B. 듀보이스와 아프리카계 미국인과 같은 기성 인사들에 대한 도전장이었다. 서먼은 흑인 예술은 그러한 목적을 위한 선전의 역할을 해야 한다고 믿는 그들을 비판했다. 그는 흑인들이 존중 받아야 하고 열등하지 않다는 것을 백인 미국인들에게 보여주기 위해 뉴니그로(New Negro) 운동에 불필요하게 너무 많은 에너지를 소비했다고 말했다.
서먼을 포함한 다른 "니거라티(Niggerati)"(그가 할렘 르네상스 시기 아프리카계 미국인 예술가와 지식인들을 의도적이고 역설적으로 비하한 표현)들은 좋은 것과 나쁜 것 모두를 포함하여 아프리카계 미국인들의 실제 삶을 보여주고 싶었다. 서먼은 흑인 예술가들이 아프리카계 미국인들의 고된 삶의 조건을 충분히 인정하고 축하해야 한다고 믿었다.
이 시기에 할렘의 웨스트 136번가 267번지에 있는 서먼의 아파트는 아프리카계 미국인의 문학적 아방가르드와 시각 예술가들의 중심적인 만남의 장소가 되었다. 서먼과 조라 닐 허스턴은 그 방을 "니거라티 저택"이라며 조롱하기도 했다. 그는 "파이어!!"지 표지에 사용했던 색상인 빨간색과 검정색으로 벽을 칠했다. 미국의 동성애자 화가였던 뉴전트는 그 벽에 벽화를 그렸는데, 그 중 일부는 동성애적인 내용을 담고 있었다.
1928년, 서먼은 "할렘: 흑인의 삶에 대한 포럼"(Harlem: A Forum of Negro Life)이라는 잡지를 편집해 달라는 요청을 받았는데 그 잡지의 기고자 중에는 알레인 로크(Alain Locke), 조지 스카일러(George Schuyler) 및 앨리스 던바 넬슨(Alice Dunbar-Nelson) 등 저명한 언론인들이 포함되어 있었다. 그는 두 가지 문제를 제기했다. 그 후 서먼은 아프리카계 미국인 최초로 뉴욕의 주요 출판사의 독서가(Reader)가 되었다.
미국의 시인이자 소설가인 랭스턴 휴스는 서먼을 "...모든 것을 읽었으며 그가 읽은 모든 것에서 비판적인 마음으로 잘못된 점을 발견할 수 있는 이상할 정도로 뛰어난 흑인 소년"이라고 묘사하기도 했다. 그러나 서먼의 어두운 피부색은 흑인과 백인 미국인 모두의 부정적인 반응을 불러일으켰으며 그는 이러한 색차별주의를 다룬 자신의 글을 통해 흑인 사회가 더 밝은 피부색을 가진 구성원들을 선호하는 것에 대해 비난했다.
서먼은 《할렘: 할렘의 흑인 생활을 그린 멜로드라마》(Harlem: A Melodrama of Negro Life in Harlem)라는 희곡을 썼는데, 이 작품은 1929년 브로드웨이 에서 엇갈린 평가를 받으며 데뷔했다. 같은 해, 서먼은 그의 첫 번째 소설인, 《열매가 더 검을 수록》(The Blacker the Berry)을 출간했다. 이 소설은 현재, 역사적으로 밝은 피부를 선호했던 흑인 사회 내의 인종 차별과 색차별주의에 초점을 맞추고 있다는 점에서 획기적인 소설 작품으로 평가받고 있다.
1932년, 서먼은 할렘 르네상스라는 주제와 이에 관련된 사람들을 풍자한 소설인 《봄의 아이들》(Infants of the Spring)을 출간했다. 또한 같은 해, 백인인 에브러햄 L. 퍼먼(Abraham L. Furman)과 함께 그의 마지막 소설 《더 인턴》(The Interne)을 공동 집필했다.
서먼은 1920년대 후반에 Fox, MGM 및 파테 스튜디오의 각본가로 활동하기도 했다. 그가 각본가로 참여한 영화로는 1934년에 개봉한 《내일의 아이들》(Tomorrow's Children)과 《여고생》(High School Girl)이 있다.

## 사생활
뉴욕으로 이사한 직후 월리스 서먼은 남자와 성관계를 맺은 혐의로 체포된 적이 있다. 그는 자신이 동성애자임을 공개적으로 부인했으며 다른 사람들이 자신이 동성애자라는 사실을 알게 될까 봐 두려워했다.
서먼은 1928년 8월 22일, 미국의 저명한 활동주의자인 루이스 톰슨(Louise Thompson)과 결혼했으나 결혼생활은 6개월 만에 끝이 났다. 톰슨은 서먼을 동성애자라고 밝히며 결혼을 인정하지 않았다. 둘 사이에 자녀는 없었다.

## 사망
1934년, 월리스 서먼은 32세의 젊은 나이에 결핵으로 사망하였는데, 오랫동안 겪어왔던 알코올 중독으로 인해 결핵이 더욱 악화된 것으로 보고있다.

## 같이 보기
- 할렘 르네상스